# Брюховичі (село)
Брюхо́вичі — село в Україні, у Перемишлянській міській територіальній громаді Львівського району Львівської області.  Населення становить 688 осіб.

## Географія
У селі річка Осталовський потік впадає у Гнилу Липу.

## Населення

### Мова
Розподіл населення за рідною мовою за даними перепису 2001 року:
| Мова       | Кількість | Відсоток |
| ---------- | --------- | -------- |
| українська | 688       | 100%     |

## Історія
Село має добре розвинену інфраструктуру. Славиться також футбольною командою ФК «Брюховичі».

## Місцеві назви та урочища
"Пастівник", "Болотце","Вертіб", "Бурівка", "Шайбівка", "Кутики",  "Луг".

## Відомі мешканці

### Народились
- Костирко Андрій Іванович (1990—2014) — солдат Збройних сил України, десантник 80-ї аеромобільної бригади, навідник; обороняв Луганський аеропорт. Загинув 11 липня 2014 року під час обстрілу терористами аеропорту.
- Фтома Йосип Васильович — новатор сільськогосподарського виробництва, бригадир колгоспу «Росія» Перемишлянського району Львівської області. Депутат Верховної Ради УРСР 7—8-го скликань.
- Хміль Михайло Михайлович — народний депутат України.

## Церква
- церква Різдва Богородиці (1735 р.) (УГКЦ)
- церква Святої Трійці. Належить до Перемишлянського деканату, Львівської єпархії ПЦУ.

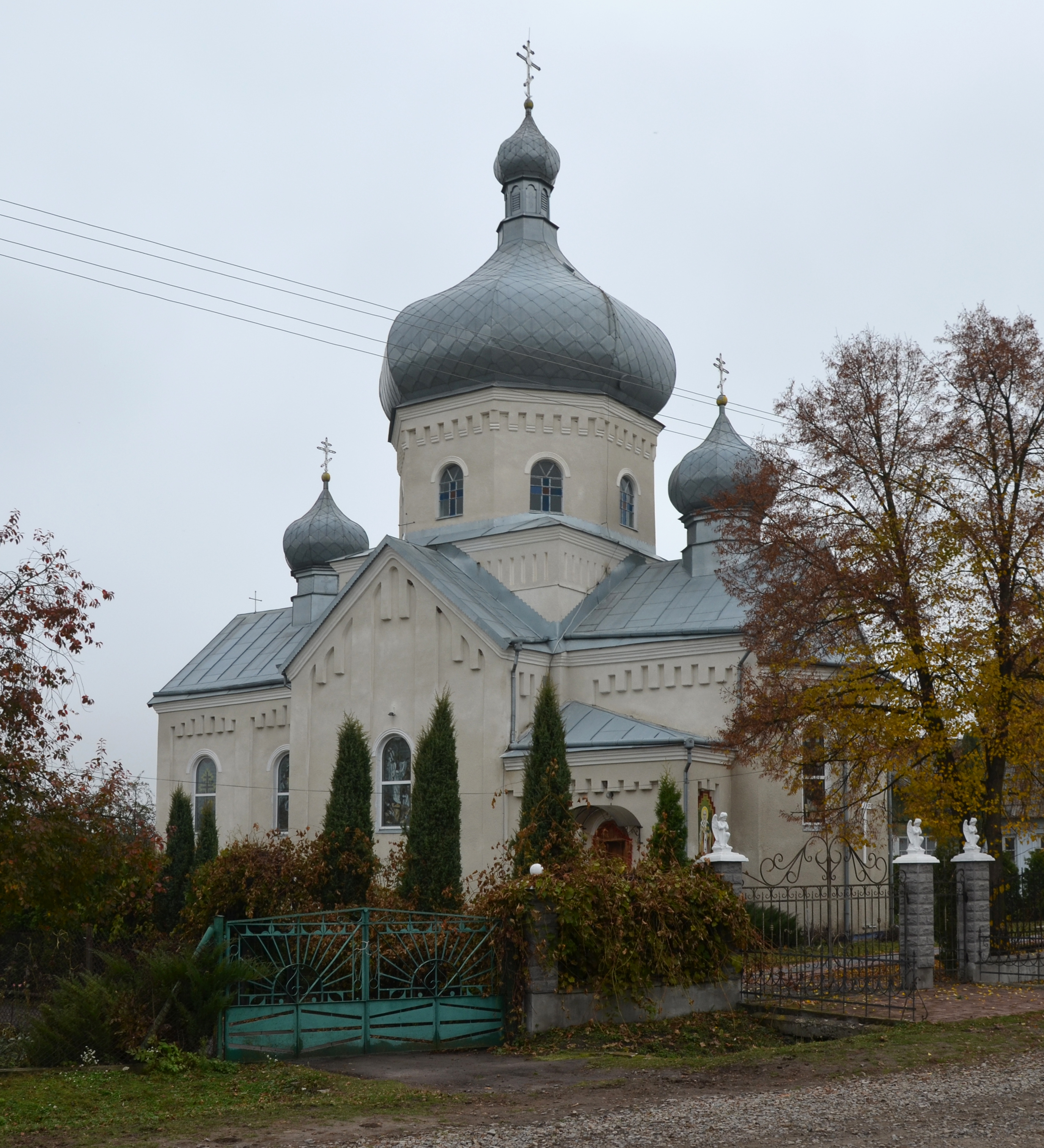
Церква Святої Трійці.
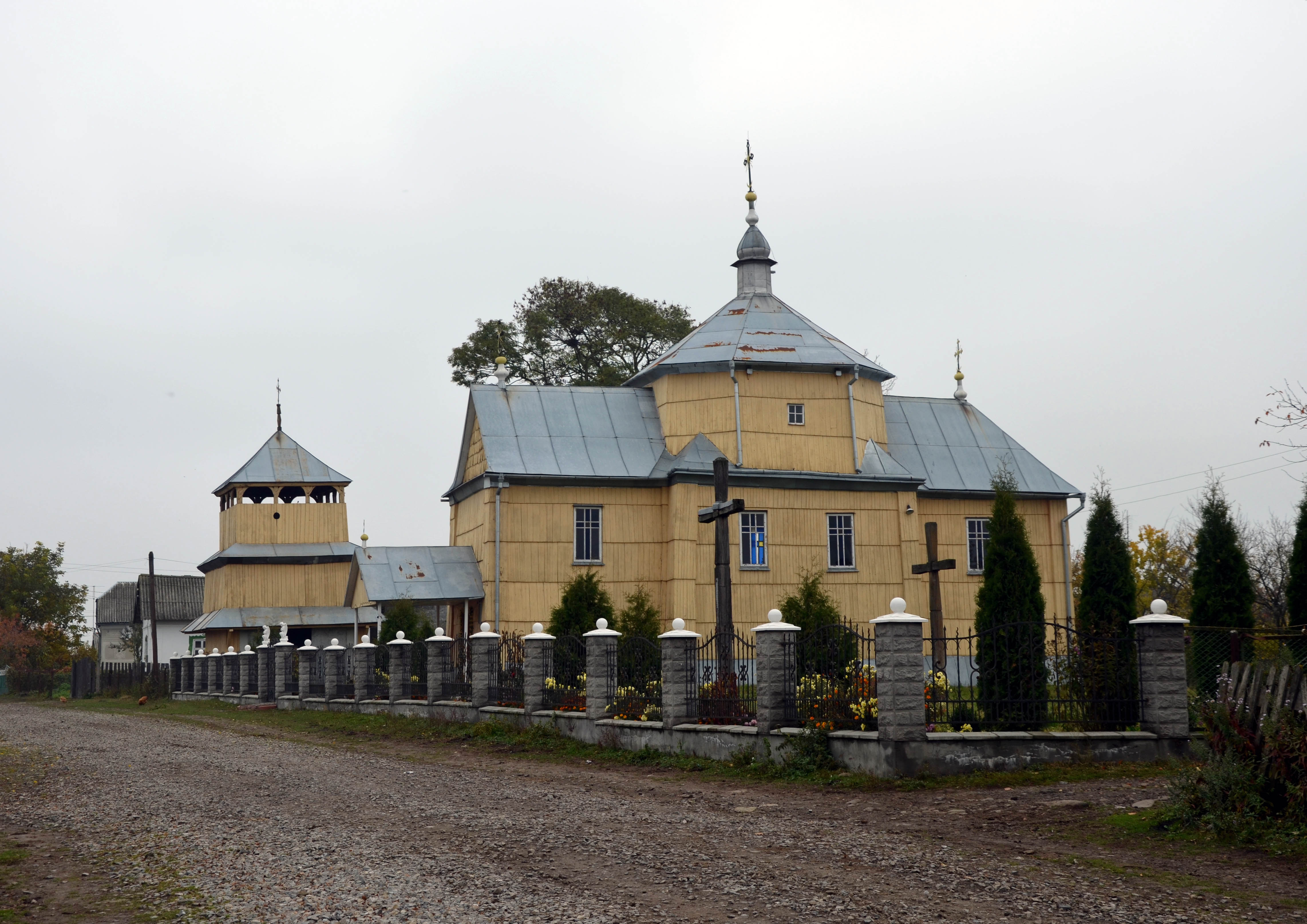
Церква Різдва Богородиці